# Тужина (потік)
Тужина (словац. Tužina) — річка в Словаччині; права притока Нітри. Протікає в окрузі Пр'євідза.
Довжина — 15 км. Витікає в масиві Стражовські-Врхи на висоті 850 метрів.
Протікає територією сіл Тужина і Нітрянське Правно. Впадає у Нітру на висоті 317 метрів.